# كيران ريتشاردسون
كيران إدوارد ريتشاردسون (بالإنجليزية: Kieran Richardson)‏، من مواليد 21 أكتوبر 1984 في لندن في إنجلترا، لاعب كرة قدم إنجليزي.
بدأ مسيرته الكروية مع نادي مانشستر يونايتد في عام 2002، وهو يلعب الآن في ايفرتون، وفي عام 2005 أعير إلى نادي وست بروميتش ألبيون، ولعب معهم 12 مباراة وسجل 3 أهداف.
و قد بدأ باللعب مع منتخب إنجلترا لكرة القدم في عام 2005.

## مسيرته الكروية
لعب كيران ريتشاردسون خلال مسيرته الاحترافية مع 6 أندية في سبعة عشر موسمًا وسجل خلالها 24 هدفًا ضمن 271 مباراة. حيث فاز في موسم واحد بالكأس وفي موسمين بالدوري.
خاض كيران ريتشاردسون مسيرته مع نادي مانشستر يونايتد في موسم 2002–03 في المرة الأولى واستمر معه طيلة ثلاثة مواسم ثم في موسم 2005–06 ولمدة موسمين، مشاركًا طوالها في 41 مباراة سجل خلالها هدفين. ثم انتقل إلى نادي وست بروميتش ألبيون في موسم 2004–05 لمدة موسم واحد، حيث شارك في 12 مباراة سجل خلالها 3 أهداف. لينتقل بعدها إلى نادي سندرلاند في موسم 2007–08 ليلعب معه ستة مواسم، مشاركًا في 134 مباراة سجل خلالها 14 هدفًا. ثم انتقل إلى نادي فولهام في موسم 2012–13 ولمدة موسمين، مشاركًا في 45 مباراة سجل خلالها 5 أهداف. هذا وانتقل لاحقًا إلى نادي أستون فيلا في موسم 2014–15 ولمدة موسمين، مشاركًا في 33 مباراة ولم يسجل أي هدف. ثم انتقل بعدها إلى نادي كارديف سيتي في موسم 2016–17 لمدة موسم واحد، مشاركًا في 6 مباريات ولم يسجل أي هدف أيضًا.

## روابط خارجية
- كيران ريتشاردسون على موقع قاعدة بيانات كرة القدم.إي يو (الإنجليزية)
- كيران ريتشاردسون على موقع ناشيونال فوتبول تيمز (الإنجليزية)
- كيران ريتشاردسون على موقع Soccerbase.com (لاعب) (الإنجليزية)
- كيران ريتشاردسون على موقع Soccerway.com (الإنجليزية)
- كيران ريتشاردسون على موقع عالم كرة القدم.نت (الإنجليزية)
- كيران ريتشاردسون على موقع كووورة
- كيران ريتشاردسون على موقع AS.com (الإسبانية)